# Canoë-kayak aux Jeux olympiques de la jeunesse d'été de 2010
Navigation
Édition suivante
Le canoë-kayak aux jeux olympiques de la jeunesse d'été de 2010 a eu lieu au Marina Reservoir à Singapour.

## Programme
| Date    | Jour     | Heure de départ | Détails                             |
| ------- | -------- | --------------- | ----------------------------------- |
| 22 août | Dimanche | 16:20           | Face à face Sprint Canoe K1 Filles  |
| 22 août | Dimanche | 16:30           | Face à face Sprint Canoe C1 Garçons |
| 22 août | Dimanche | 16:40           | Face à face Sprint Canoe K1 Garçons |
| 25 août | Mercredi | 16:30           | Slalom d'obstacles Canoe K1 Filles  |
| 25 août | Mercredi | 16:35           | Slalom d'obstacles Canoe C1 Garçons |
| 25 août | Mercredi | 16:40           | Slalom d'obstacles Canoe K1 Garçons |

### Tableau des médailles
| Rang     | Nation    | Or | Argent | Bronze | Total |
| -------- | --------- | -- | ------ | ------ | ----- |
| 1        | Hongrie   | 2  | 0      | 0      | 2     |
| 2        | Chine     | 1  | 1      | 0      | 2     |
| 3        | Australie | 1  | 0      | 0      | 1     |
| Cuba     | 1         | 0  | 0      | 1      |       |
| Slovénie | 1         | 0  | 0      | 1      |       |
| 6        | Allemagne | 0  | 2      | 0      | 2     |
| 7        | Tchéquie  | 0  | 1      | 1      | 2     |
| Ukraine  | 0         | 1  | 1      | 2      |       |
| 9        | Slovaquie | 0  | 1      | 0      | 1     |
| 10       | Belgique  | 0  | 0      | 1      | 1     |
| Espagne  | 0         | 0  | 1      | 1      |       |
| Mexique  | 0         | 0  | 1      | 1      |       |
| Autriche | 0         | 0  | 1      | 1      |       |
| Total    | Total     | 6  | 6      | 6      | 18    |

### Compétitions

#### Compétitions garçons
| Édition                             | Or                       | Argent          | Bronze          |
| ----------------------------------- | ------------------------ | --------------- | --------------- |
| Face à face Sprint C1 garçons       | Osvaldo Sacerio Cardenas | Anatolii Melnyk | Pedro Castañeda |
| Face à face Sprint K1 garçons       | Sándor Tótka             | Tom Liebscher   | Inigo Garcia    |
| Slalom d'obstacles Canoe C1 garçons | Xiaodong Wang            | Dennis Soeter   | Anatolii Melnyk |
| Slalom d'obstacles Canoe K1 garçons | Simon Brus               | Miroslav Urban  | Jiří Prskavec   |

#### Compétitions filles
| Édition                            | Or              | Argent            | Bronze              |
| ---------------------------------- | --------------- | ----------------- | ------------------- |
| Face à face Sprint K1 filles       | Ramóna Farkasdi | Huang Jieyi (en)  | Hermien Peters      |
| Slalom d'obstacles Canoe K1 filles | Jessica Fox     | Pavlina Zasterova | Viktoria Wolffhardt |